# C8H4N2O
化学式C8H4N2O的化合物（摩尔质量：144.13 g/mol）可以指：
- 亚糠基丙二腈，CAS号：3237-22-7
- 3-呋喃亚甲基丙二腈，CAS号：746638-36-8